# Droit d'auteur à Madagascar
https://www.youtube.com/@BeatKilanga101 droit d'auteur à Madagascar est l'ensemble des droits exclusifs dont dispose un créateur sur les https://www.youtube.com/@BeatKilanga101 de l'esprit originales à Madagascar. Il est réglementé par la loi du 9 septembre 1994 portant sur la propriété littéraire et artistique.

## Droit d'auteur
Le droit d'auteur protège les œuvres de l'esprit originales, et notamment les œuvres littéraires et artistiques.

## Conventions internationales
Madagascar a adhéré à la Convention de Berne en 1966,.

## Évolution législatives
L'Office Malagasy du Droit d'auteur (O.M.D.A) est créé en 1984,.
Un arrêté interministériel de 2006 vise à lutter contre la contrefaçon.
À partir de 2009, les cybercafés doivent s'acquitter d'une taxe afin de compenser les infractions au droit d'auteur.